# Special Purpose Dexterous Manipulator

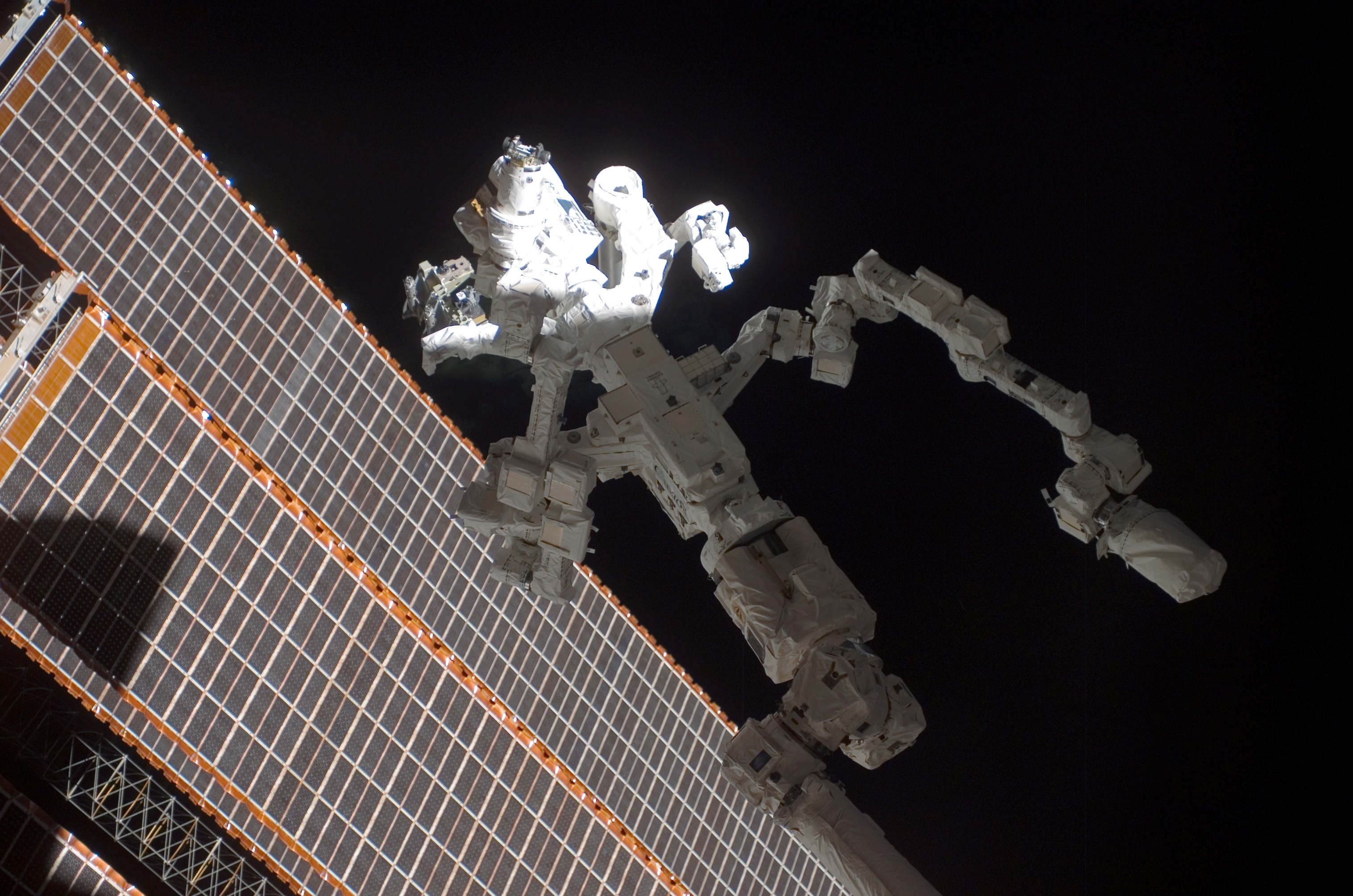
Detail manipulátoru

Special Purpose Dexterous Manipulator (SPDM) (Obratný manipulátor pro speciální účely) je dvouramenný robot telemanipulátor, který je součástí mobilního servisního systému (Mobile Servicing System) na Mezinárodní vesmírné stanici.
Rozšiřuje funkci tohoto systému a umožňuje vykonávat činnosti jinak vyžadující vycházky kosmonautů mimo stanici. Podle plánu se vydal ke stanici při letu raketoplánu STS-123 11. března 2008. SPDM je kanadským příspěvkem k výstavbě Mezinárodní vesmírné stanice. Byl pojmenován Dextre (obratný, zručný), což vystihuje jeho povahu. Je znám i pod názvem Kanadská ruka.
Hlavní uplatnění najde SPDM při přemisťování zařízení, jako jsou například baterie vážící kolem 100 kg.
Montáž byla provedena postupně posádkou Endeavour při misi STS-123 v týdnu po 12. březnu 2008. Při montáži byly zjištěny částečně nefunkční klouby. Oprava byla ponechána na další mise.